# Tobias (stripfiguur Suske en Wiske)
Tobias is een regelmatig terugkerend nevenpersonage uit de Suske en Wiske-stripreeks. Tobias speelt ook een rol in De Kronieken van Amoras. 
Hij is een klein hondje met een karakteristieke grote snor, dat voor het eerst in Het hondenparadijs zijn opwachting maakte. 
Tobias speelt op onregelmatige basis een belangrijke bijrol door zijn dapperheid. Zo keert hij in Amoris van Amoras samen met andere figuren terug uit het rijk der geesten (zonder verklaring hoe hij ginds is gekomen) en kan tot verrassing van Suske en Wiske praten. Bij latere verschijningen is hij dat spraakvermogen weer kwijt.
Door zijn gevoelige blaas wil Tobias nog weleens een plasje gaan doen op momenten dat het eigenlijk niet uitkomt, maar dit is ook weleens de redding van een gevaarlijke situatie.

## Verschijningen in de reeks
- In Het hondenparadijs wordt de zwerfhond Tobias aangereden door Lambik en vervolgens door Wiske meegenomen en verzorgd wordt. Wiske is meteen dol op het hondje, maar Lambik heeft een hekel aan het dier.
- In De kaartendans heeft Tobias samen met Dolleke een gezinnetje gesticht.
- In De mollige marmotten wordt Tobias samen met Dolly achtergelaten in de Oostenrijkse Alpen en hij komt per toeval Suske en Wiske tegen. Tobias kan opnieuw spreken, net als alle andere dieren, nu in verband met een speciale volle maan die eens in de honderd jaar voorkomt. Aan het einde van dit avontuur mogen Tobias en Dolly samen bij Sep blijven wonen in de berghut.
- In Amoris van Amoras keert hij samen met andere figuren terug uit het rijk der geesten en kan tot verrassing van Suske en Wiske praten. Bij latere verschijningen is hij dat spraakvermogen weer kwijt.
- In De verraderlijke Vinson is het hondenparadijs vernield doordat er een snelweg is aangelegd, Tobias loopt per ongeluk in een dupliceermachine en samen met zijn klonen probeert hij de vrienden van Savantas en zijn volgelingen te redden.
- In De mysterieuze mijn krijgt Tobias, net als Schanulleke en Pijntje, vloeistof over zich heen waardoor hij kan spreken.
- In Het verdronken land activeert Tobias per ongeluk de mini-teletijdmachine en komt met Suske en Wiske in Saeftinghe terecht.
- In Het gewiste Wiske ziet Tobias dat Wiske in problemen is en helpt hij haar.
- In Het machtige monopoly reist Tobias met de vrienden mee naarNew York, hij komt terecht in de tijd net na de beurscrash van 1929.
- In De ludieke les zorgt Tobias voor chaos tijdens een verkeersles.
- In De schakende schim komt Tobias niet voor, maar Wiske offert zijn halsband.
- In Het hondenhart roept Tobias de hulp van Suske en Wiske in omdat het hondenparadijs door wolven wordt bedreigd. Tobias (en de andere honden) kunnen spreken tijdens de zevende nacht. Lambik kan de honden ook op andere momenten verstaan als zijn hondenhart weer wordt geactiveerd. In dit verhaal wordt duidelijk waarom Lambik lange tijd een hekel aan honden heeft gehad.

Ook in De grappen van Lambik heeft Tobias een kleine rol. In Klein Suske en Wiske woont Tobias samen met de kat Witje bij Suske en Wiske.